# Detektiv Kolumbus & Sohn
Detektiv Kolumbus & Sohn ist eine Reihe von acht Kriminalhörspielen für Jugendliche von Peter Riesenburg, die ab 1981 zunächst als LP/MC bei Maritim im Verlag Gruner + Jahr erschienen. Ihre Protagonisten sind der Privatdetektiv Donald Kolumbus und sein Sohn Aki, die gemeinsam unterschiedliche Fälle lösen. Gesprochen werden sie von Lothar Grützner und Mark Seidenberg, Alexandra Doerk spricht Akis Freundin Alexandra, Erzähler ist Gottfried Kramer.

## Hintergrund
Die von Hans-Joachim Herwald produzierte und gemeinsam mit dem Autor inszenierte Reihe ist bis heute mit kurzen Unterbrechungen auf dem Markt. Platten und MCs haben sich rund 250.000 Mal verkauft. Nachdem die Marke Maritim eingestellt worden war, lief die Serie anschließend im Vertrieb von Ariola (Bertelsmann), danach vorübergehend auf dem Label Kolibri (Record-Partner), bis das Label Maritim wieder neu auf den Markt kam (Verlagsgruppe Herrmann). Ab 2003 wurde die Reihe sowohl als MC als auch CD bei Maritim neu veröffentlicht und zusätzlich als Download angeboten. 2010 wurden die Tonträger dann abverkauft. Heute gibt es Detektiv Kolumbus & Sohn nur noch als Download oder Stream bei diversen Anbietern.
Der Name der Titelfigur, „Kolumbus“, ist eine Anspielung auf den zur Zeit der Entstehung in Deutschland sehr beliebten TV-Inspektor Columbo. Mit ihm gemeinsam hat Detektiv Kolumbus seine vertrottelte Art.
Autor Peter Riesenburg hat selbst einen Sohn namens Aki, ebenso wie der von ihm erfundene Detektiv Kolumbus.
Die Titelmelodie von Natalie Schwering hat mit drei Minuten und zehn Sekunden eine für Hörspielproduktionen ungewöhnliche Länge. Running Gag der Titelmusik war ein von Folge zu Folge variierender Spruch auf dem Büroanrufbeantworter, der in das Lied integriert war. Bei der übrigen Backgroundmusik handelte es sich um eine gemafreie Komposition von Alexander Ester.
Die erste Folge der Reihe wartete mit einem bemerkenswerten Gastauftritt auf: Die im Fußballmillieu angesiedelte Story Echtes Geld für falsche Pfiffe beschäftigte sich mit einem Bestechungsskandal. NDR-Reporter Wolf-Dieter Stubel ist hier als er selbst zu hören. Weitere prominente Sprecher waren der damalige Tagesschau-Sprecher Werner Veigel, die Schauspieler Hanni Vanhaiden, Günter Lüdke und Franz-Josef Steffens. Auch Autor Peter Riesenburg hat kleine Rollen unter wechselnden Pseudonymen gesprochen.

## Charaktere
| Charakter                             | Sprecher/-in           |
| ------------------------------------- | ---------------------- |
| Donald Kolumbus, Privatdetektiv       | Lothar Grützner        |
| Aki Kolumbus, Sohn und Partner        | Marc Seidenberg        |
| Alexandra, seine Schulfreundin        | Alexandra Doerk        |
| Enrico, Inhaber einer Eisdiele        | Enrico Lombardi        |
| Joachim John, Fußball-Manager         | Günther Lüdke          |
| Ernst Paschulke, Drucker              | Günther Lüdke          |
| Schiedsrichter                        | Lothar Zibell          |
| Briefmarkenhändler Strebel            | Lothar Zibell          |
| Hans-Günther Maier                    | Lothar Zibell          |
| Mister X                              | Konrad Halver          |
| Hugo Knolle, sein Gehilfe             | Konrad Halver          |
| Sportreporter                         | Wolf-Dieter Stubel     |
| Erzähler/in                           | Gottfried Kramer       |
| Timo, Aki's Schulfreund               | Sascha Draeger         |
| Lars                                  | Sascha Draeger         |
| Frau Klages                           | Ursula Vogel           |
| Sonja Sauerbrei, Chefsekretärin       | Ursula Vogel           |
| Kassiererin im Supermarkt             | Pia Werfel             |
| Verkäuferin                           | Pia Werfel             |
| Bruno Schubiack                       | Gerd Hinze             |
| Robert Castell, Kaufhaus-Direktor     | Gerd Hinze             |
| Gärtner                               | Friedel Bock           |
| Paul Schlabottnick, Kaufhaus-Detektiv | Wolfram Scherf         |
| Dame am Informationsstand             | Heidi Schaffrath       |
| Verkäufer                             | Robert Baier           |
| Der Mann mit dem Koffer               | Michael Weckler        |
| Postbeamtin                           | Angelika Merkert       |
| Manfred Frahm                         | Franz Josef Steffens   |
| Oma                                   | Charlotte Bremer-Wolff |
| Johannes von Schönberg                | Werner Veigel          |
| Ilonka Rosival                        | Hanni Vanhaiden        |
| Hugo Kohlhase                         | Hanni Vanhaiden        |
| Peter Pernix                          | Jens Kersten           |
| Ling-Wang                             | Jahncke Rolf           |
| Rainer Kohlhase                       | Gerald Schuster        |
| Kellnerin                             | Frank Straass          |
| Gast                                  | Karl-Heinz Esser       |

Quelle

## Produktion
- Autor: Peter Riesenburg
- Dialogbuch: Peter Riesenburg
- Regie: Hans-Joachim Herwald, Peter Riesenburg
- Musik: Enrico Lombardi (Titel), Peter Riesenburg (Titel), Alexander Ester
- Verlag: maritim
- Produktionsjahr: 1981

Quelle

## Folgen
| Folge | Name                                  | Dauer       | Teile (Tracks) |
| ----- | ------------------------------------- | ----------- | -------------- |
| 1     | Echtes Geld für falsche Pfiffe        | 36 Min 45 s | 7              |
| 2     | Marken, Blüten und zwei schräge Vögel | 36 Min 19 s | 9              |
| 3     | Lösegeld für einen Dackel             | 39 Min 12 s | 11             |
| 4     | Das Geheimnis des schwarzen Koffers   | 34 Min 58 s | 9              |
| 5     | Die Jagd auf einen schwarzen Schatten | 40 Min 16 s | 9              |
| 6     | Das Geheimnis der indischen Briefe    | 45 Min 3 s  | 10             |
| 7     | Ein Phantom hinterlässt keine Spuren  | 41 Min 45 s | 13             |
| 8     | Bei Rufmord gibt es viele Zeugen      | 37 Min 54 s | 12             |